# Plaza Muñoz Gamero
La plaza Muñoz Gamero, conocida también como plaza de Armas, es un espacio público ubicado en la ciudad de Punta Arenas, Chile. La plaza se ubica en el cuadrante formado por las calles Carlos Bories y Hernando de Magallanes por el norte,  Julio Roca y Pedro Montt por el este, José Nogueira y 21 de mayo por el sur, Fagnano y Waldo Seguel por el oeste. La plaza fue declarada Zona Típica en 1991, por el Consejo de Monumentos Nacionales. En el centro hay una escultura de bronce que fue inaugurada en 1920 y que representa al navegante Hernando de Magallanes.

## Historia
Desde la fundación de Punta Arenas en , se incluyó un gran espacio a manera de plaza de armas, la cual fue llamada "plaza Esmeralda", aunque por 20 años esta tuvo una situación marginal. La plaza era inicialmente un sitio baldío, dedicado al pastoreo de animales sueltos y el juego de unos cuantos niños. El primer plano de la ciudad de Punta Arenas, fue confeccionado por el gobernador Benjamín Muñoz Gamero, en agosto de 1851. La ciudad en un principio tuvo el estatus de colonia militar y penal. En 1851, se produce el Motín de Cambiaso, liderado por el teniente Miguel José Cambiazo, quien cumplía condena en Punta Arenas. Al ser liberado por la guardia, la noche del 24 de noviembre de 1851, con el apoyo de toda la guarnición, se apoderó del cuartel y de la plaza de Punta Arenas. En el incidente, quemó varios edificios del poblado y asesinó por la espalda al gobernador Benjamín Muñoz Gamero, quien había ofrecido resistencia.
En , bajo la conducción del Gobernador Oscar Viel, la ciudad creció triplicando su población. La ciudad fue declarada puerto menor y puerto libre. Fue Viel, quien construyó el primer plano regulador de Punta Arenas, mensurando manzanas de 100 m, y una hectárea de superficie., separadas por calles de 20 m de ancho. En , Oscar Viel, le cambia el nombre a "plaza Muñoz Gamero", en honor al fallecido gobernador. Recién en , el Gobernador Francisco Sampaio, trazó el diseño de las callejas interiores de la plaza y ordenó colocar en el centro de la plaza un mástil para izar el Pabellón Nacional los días domingo y Fiestas Patrias.
Desde , el auge de la ganadería en Magallanes y el comercio, comienza a crecer aún más la ciudad, contando con 1800 habitantes. Entre 1891 y 1895, aparecieron alrededor de la plaza las edificaciones de estilo neoclásico de los pioneros más acaudalados, tales como: José Nogueira, Sara Braun, José Menéndez, entre otros. En el año 1892, el gobernador Manuel Señoret, ordenó colocar un quiosco de madera y en 1903 se colocó en la plaza la actual arboleda de cipreses y otros árboles por orden del gobernador Carlos Bories.
En , se sustituyó el quiosco de madera y se cambió por uno de hierro. En esa misma época se terminó de construir el edificio para la firma Braun y Blanchard y el edificio del Banco de Tarapacá, diseñado por el arquitecto francés, Numa Meyer, quien ya había diseñado el Palacio Sara Braun, en la esquina de Bories y Waldo Seguel.
Hacia , se retiró del centro de la plaza el quiosco, y fue trasladado frente a la casa España. En su lugar se puso un monumento en honor al insigne descubridor del Estrecho, don Hernando de Magallanes. La construcción fue financiada por el legado testamentario de don José Menéndez, con motivo del cuarto centenario del descubrimiento del estrecho. La obra escultórica, fue adjudicada, previo concurso público al escultor nacional, Guillermo Cordova.